# Liste der Flüsse im Northern Territory

Flagge des Nordterritoriums

Die Liste der Flüsse im Northern Territory gibt eine Übersicht aller Flüsse im australischen Northern Territory (deutsch Nordterritorium, Abkürzung: NT).

## Flüsse
Legende: L = Länge in km; E = Einzugsgebiet in km²; Q = Quellhöhe; M = Mündungshöhe; F = Flusssystem

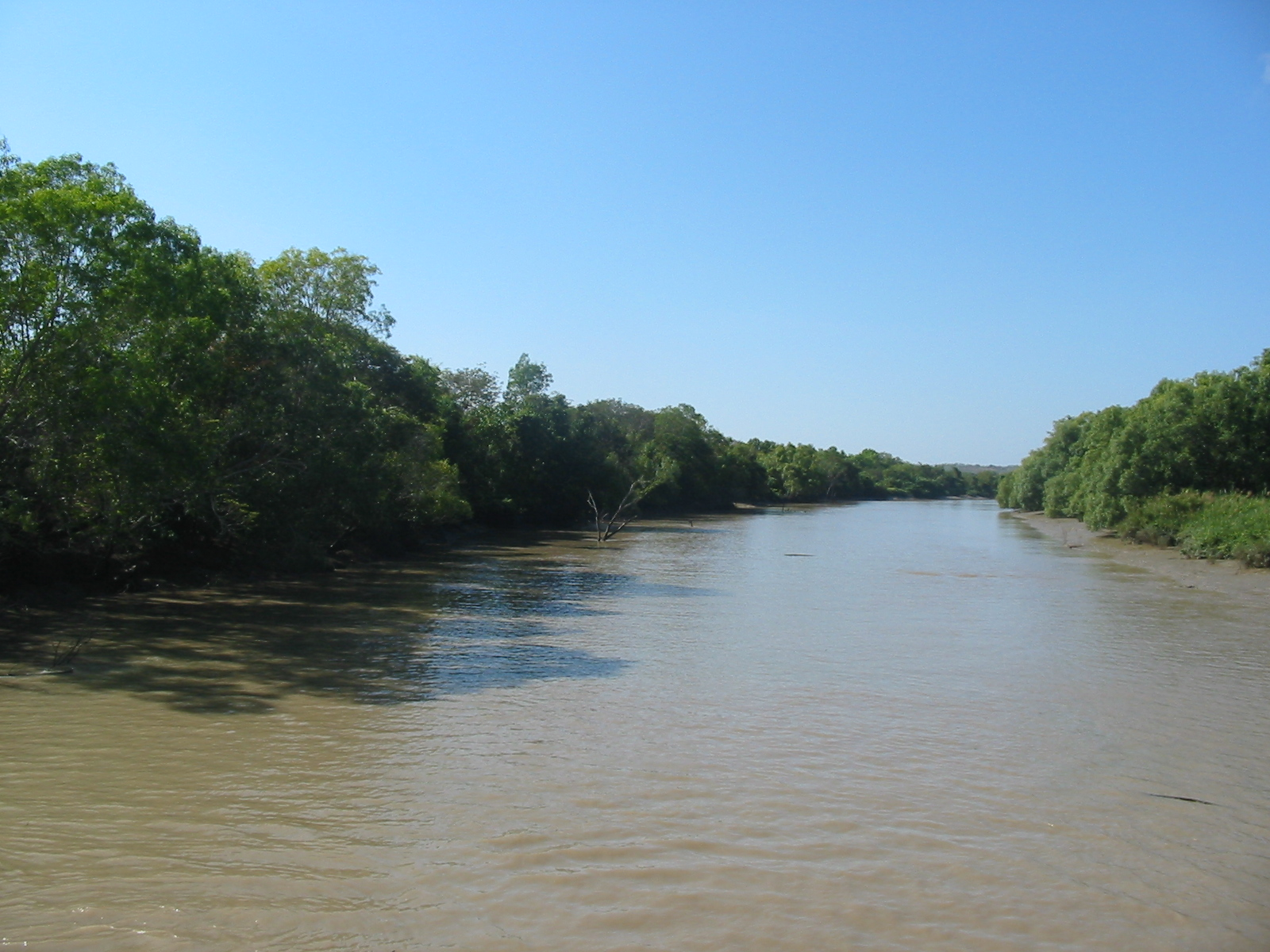
Adelaide River

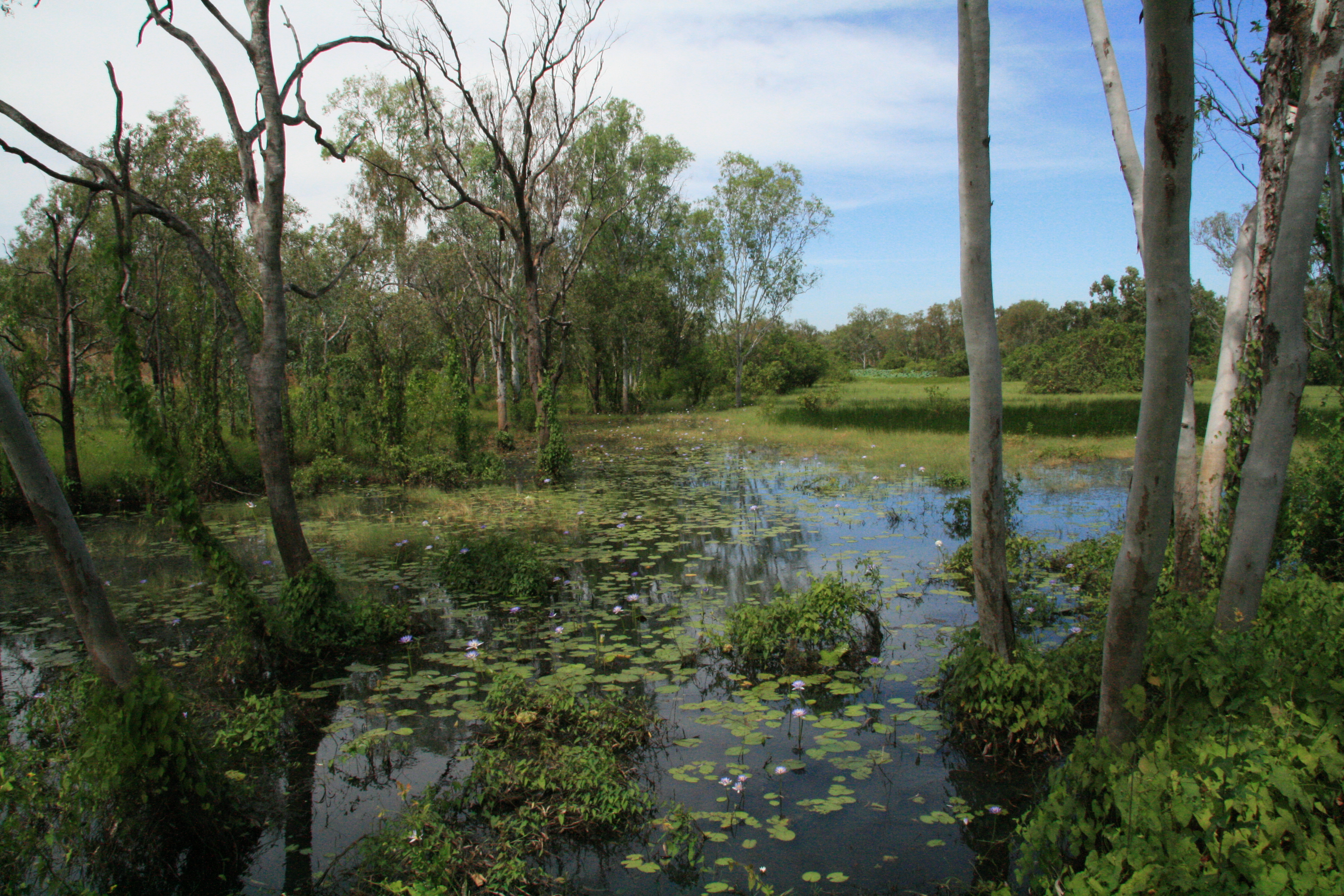
Daly River

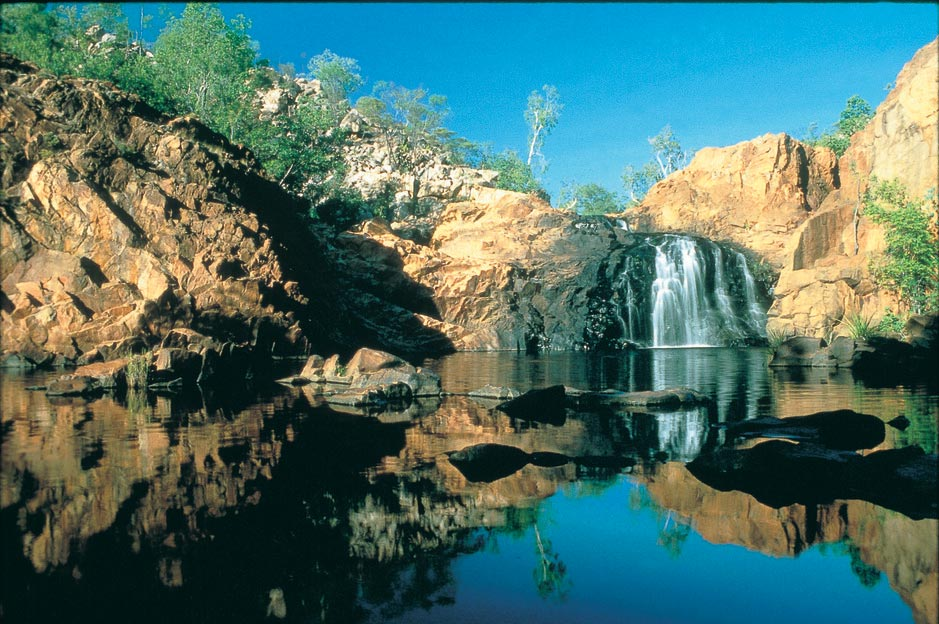
Wasserfall im Oberlauf des Edith Rivers

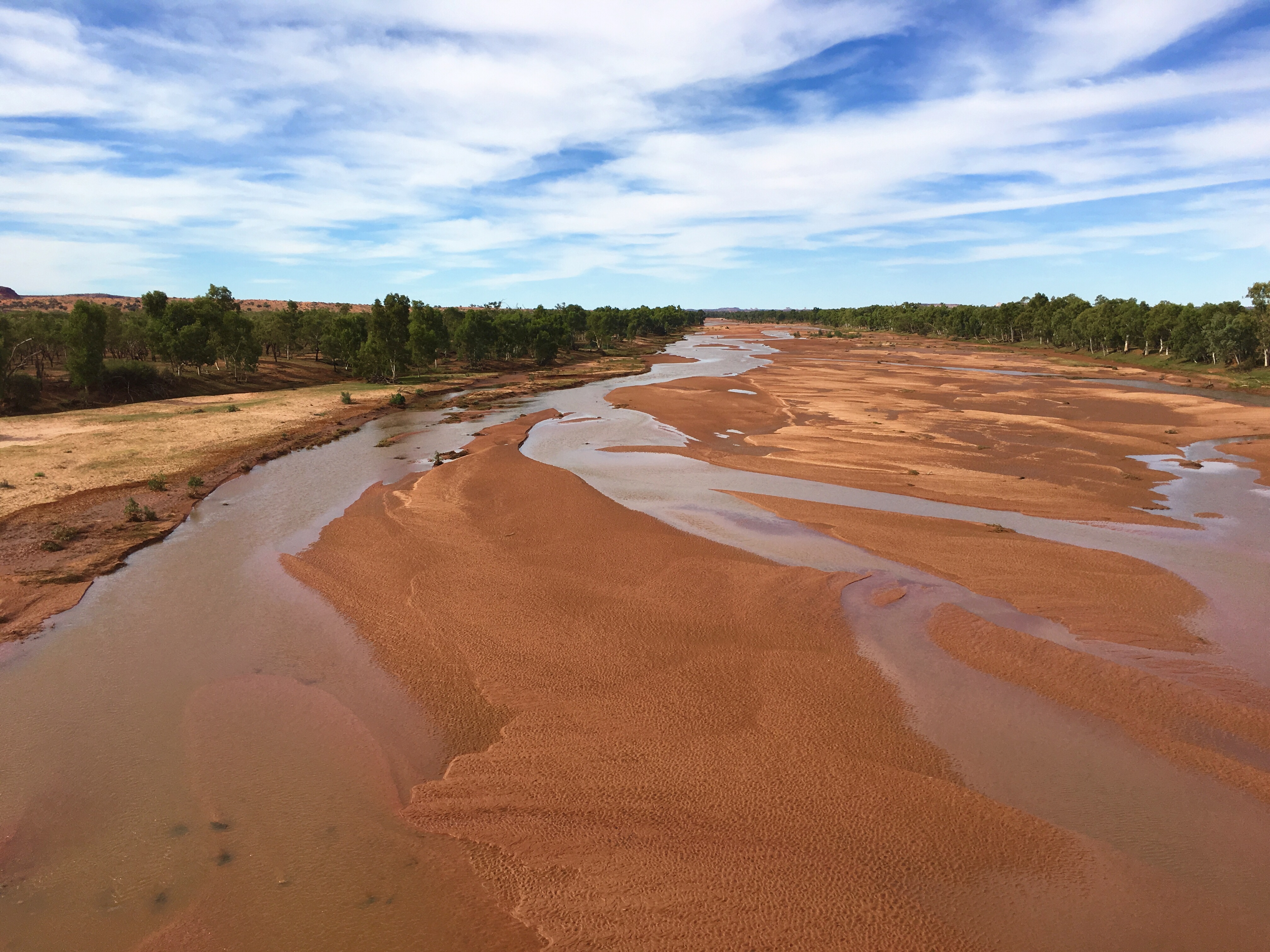
Finke River

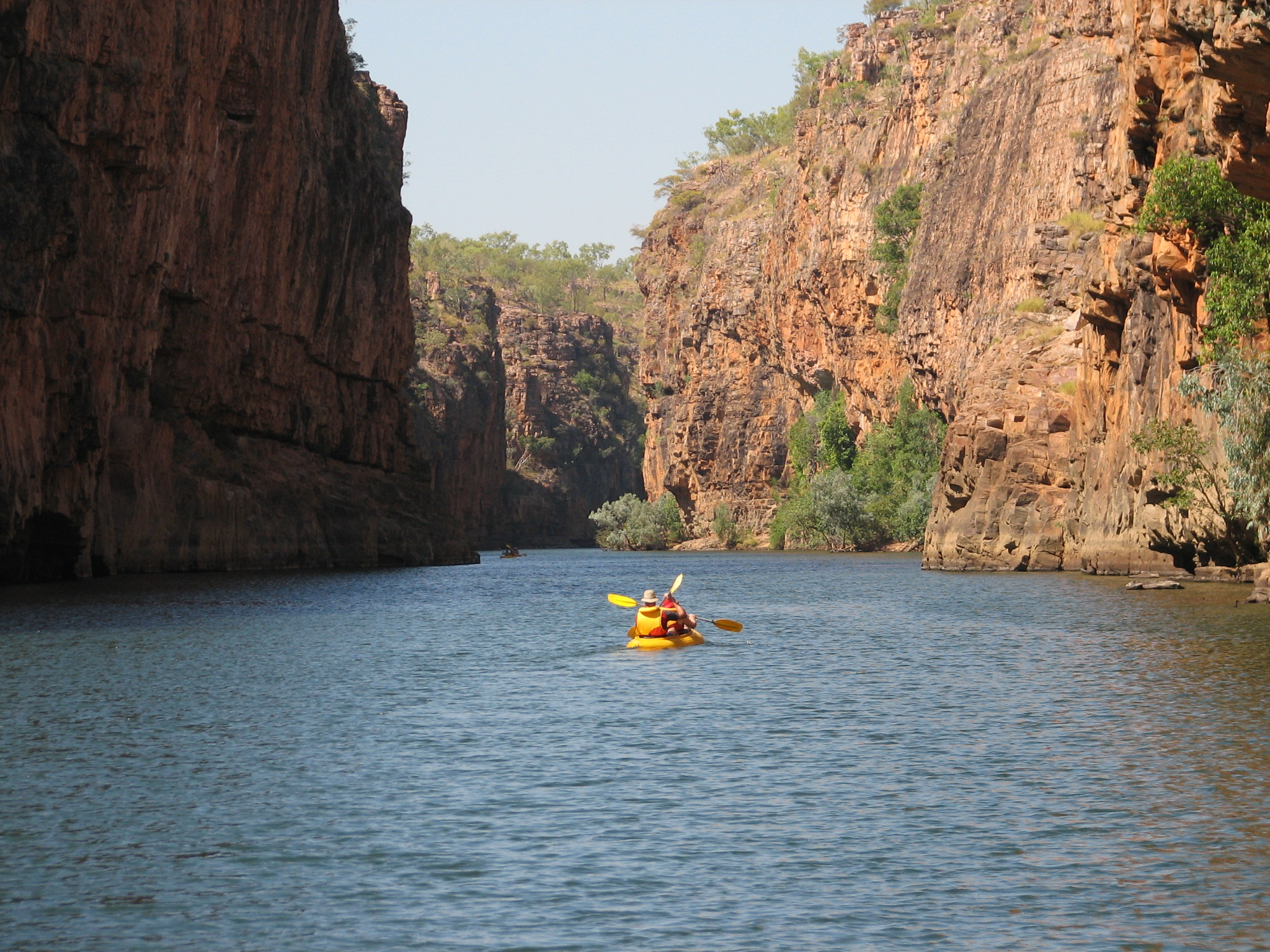
Katherine River im Nitmiluk-Nationalpark

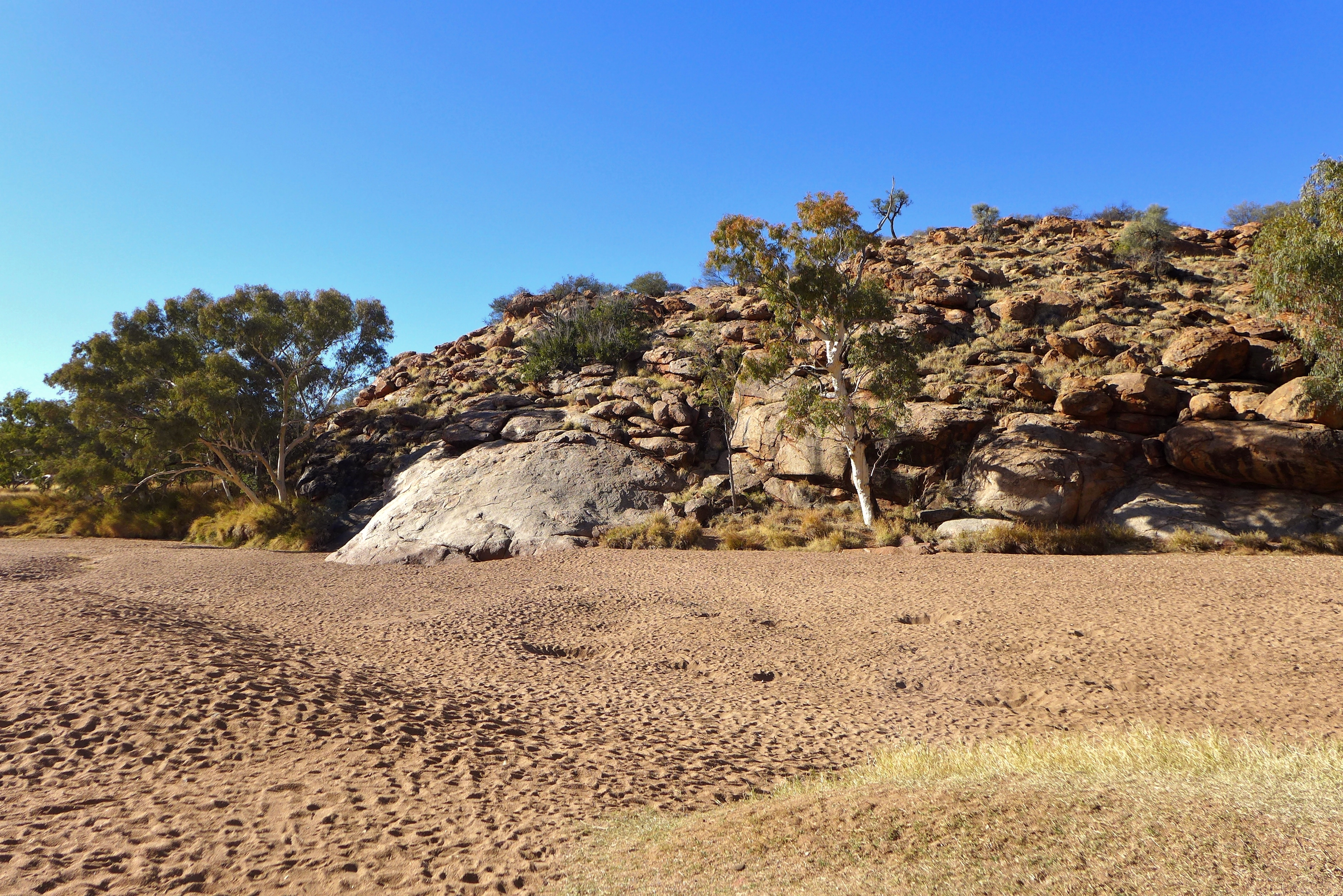
Todd River bei Alice Springs

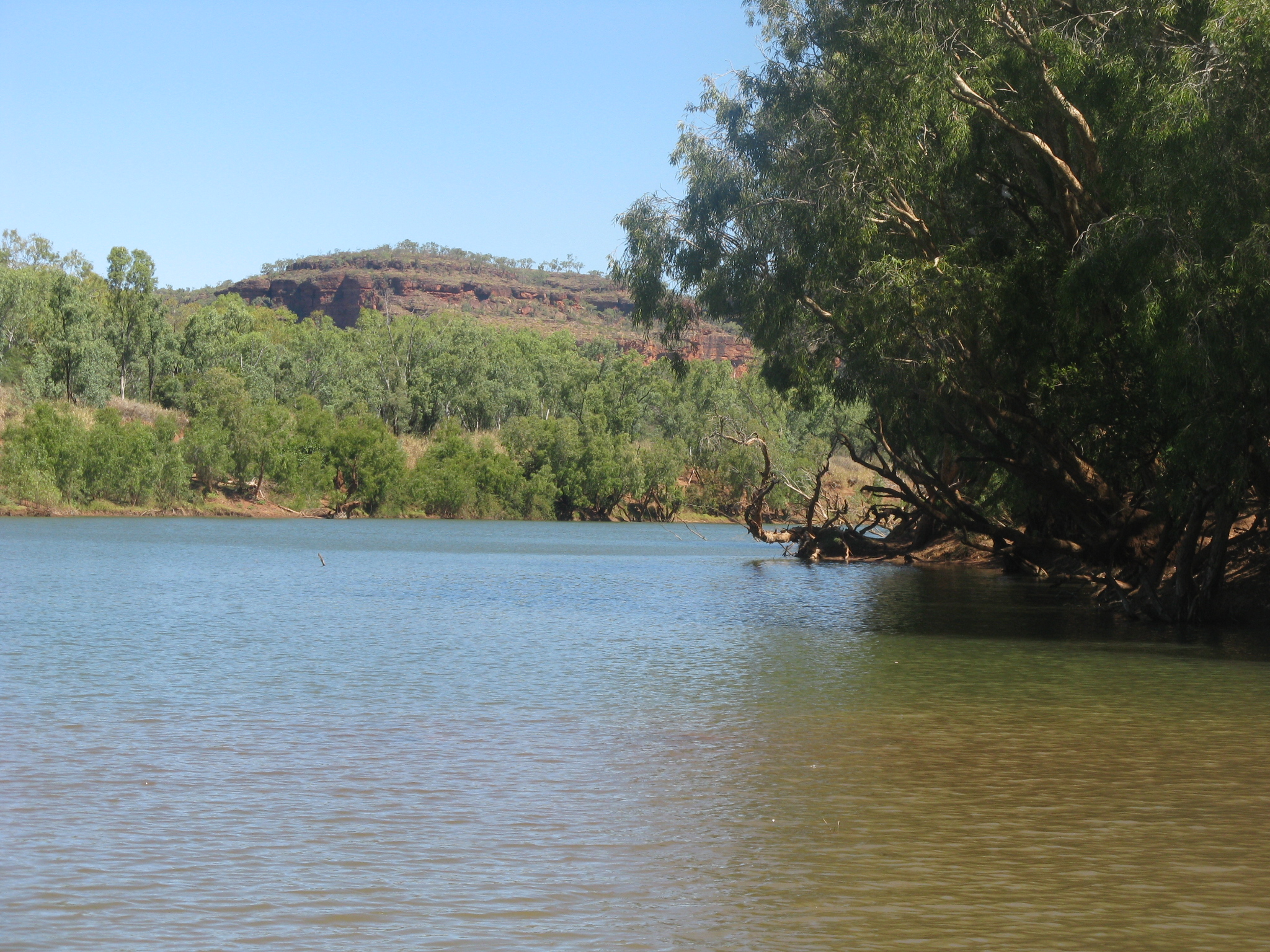
Victoria River

| Name                  | L           | E       | Q   | M   | F               | Bemerkung/en |
| --------------------- | ----------- | ------- | --- | --- | --------------- | --- |
| Adelaide River (Foto) | 180,0       | 7.640   | 149 | 0   | Adelaide River  | 130 km schiffbar |
| Angalarri River       | 100,0       |         | 78  | 5   | Victoria River  | |
| Armstrong River       | 132,0       |         | 280 | 104 | Victoria River  | |
| Arnold River          | 185,8       |         | 262 | 74  | Roper River     | durchfließt Anderson Waterhole (213 m ü. M.), Ambullya Waterhole (207), Minimere Lagoon (81) und McDonald Lagoon (80)                                                                           |
| Baines River          | 31,8        |         | 10  | 7   | Victoria River  | |
| Behm River            | 85,7        |         | 227 | 87  | Ord River       | durchfließt den Argyle-Stausee (87 m ü. M.); in alten Karten auch Behn River, benannt durch Andrew Forrest nach dem deutschen Geografen Dr. Ernst Behm                                          |
| Buckley River         | 175,0       |         | 372 | 207 | Warburton River | durchfließt das Flora Waterhole (262 m ü. M.) |
| Bullo River           | 71,5        |         |     |     | Victoria River  | |
| Bundey River          | 100,1       |         | 561 | 358 | Warburton River | durchfließt das Arlpa Waterhole (497 m ü. M.) |
| Camfield River        | 180,0       |         | 210 | 110 | Victoria River  | |
| Chambers River        | 70,0        |         | 167 | 94  | Roper River     | |
| Charles River         | 13,2        |         | 702 | 582 | Warburton River | |
| Cullen River          | 47,3        |         | 187 | 110 | Daly River      | |
| Daly River (Foto)     | 351,0       |         | 67  | 0   | Daly River      | durchfließt die Ban Ban Lagoon (35 m ü. M.) und den Hot Water Billabong (22) |
| Douglas River         | 83,4        |         | 206 | 31  | Daly River      | |
| Dry River             | 271,0       |         | 206 | 128 | Daly River      | |
| East Baines River     | 158,0       |         | 259 | 10  | Victoria River  | |
| Edith River (Foto)    | 69,1        |         | 257 | 81  | Daly River      | durchfließt den Lake Malkyullumbo |
| Elizabeth River       | 28,0        |         | 35  | 0   | Elizabeth River | |
| Fergusson River       | 144,0       |         | 296 | 61  | Daly River      | |
| Finke River           | 600 bis 700 |         | 652 | 99  | Warburton River | durchfließt unter anderem das Glen Helen Gorge Water Hole (630 m ü. M.), Boggy Hole und Thamandilla Waterhole (145)                                                                             |
| Fish River            | 89,1        |         | 215 | 24  | Daly River      | |
| Fish River            | 45,6        |         | 223 | 121 | Nicholson River | durchfließt das Badjaminyi Waterhole (197 m ü. M.) |
| Flora River           | 139,0       |         | 273 | 68  | Daly River      | |
| Georgina River        | 1.130,2     | 232.000 | 241 | 107 | Warburton River | durchfließt 26 Wasserlöcher und Seen |
| Gregory River         | 280,1       |         | 263 | 11  | Nicholson River | |
| Hale River            | 380,0       |         | 748 | 189 | Warburton River | durchfließt das Coulthards Gap Waterhole (437 m ü. M.) |
| Hay River             | 240,0       |         | 252 | 75  | Warburton River | |
| Herbert River         | 15,8        |         | 247 | 241 | Warburton River | |
| Hodgson River         | 230,0       |         | 206 | 194 | Roper River     | durchfließt die Arkdip Lagoon (118 m ü. M.), Flicks Waterhole (113) und Grassmere Billabong (33)                                                                                                |
| Hugh River            | 225,0       |         | 637 | 316 | Warburton River | |
| Humbert River         | 45,2        |         | 167 | 96  | Victoria River  | |
| Ikymbon River         | 75,0        |         | 154 | 23  | Victoria River  | |
| Jalboi River          | 90,0        |         | 100 | 24  | Roper River     | |
| James River           | 165,0       |         | 246 | 198 | Warburton River | |
| Jessie River          |             |         |     |     |                 | |
| Katherine River       | 328,0       | 9.569   | 451 | 68  | Daly River      | |
| King River            |             |         |     |     |                 | |
| King River            | 150,0       |         | 215 | 76  | Daly River      | |
| Mainoru River         | 150,0       |         | 310 | 55  | Roper River     | |
| Mann River            | 240,0       |         | 390 | 8   | Liverpool River | |
| Manton River          | 23,6        |         | 136 | 9   | Adelaide River  | durchfließt den Manton-Stausee |
| Margaret River        | 105,1       |         | 151 | 12  | Adelaide River  | |
| Marshall River        | 218,0       |         | 487 | 252 | Warburton River | |
| Mary River            | 300,0       | 8.074   | 259 | 0   | Mary River      | |
| McKinlay River        |             |         |     |     |                 | |
| Meander River         |             |         |     |     |                 | |
| Negri River           | 100,0       |         | 259 | 119 | Ord River       | |
| Nicholson River       | 139,0       |         | 388 | 167 | Ord River       | |
| Palmer River          | 130,0       |         | 520 | 384 | Warburton River | |
| Phelp River           | 123,0       |         | 122 | 1   | Roper River     | |
| Plenty River          | 350,0       |         | 605 | 128 | Warburton River | |
| Ranken River          | 378,0       |         | 244 | 197 | Warburton River | |
| Roper River           | 400,0       | 81.794  | 126 | 0   | Roper River     | 145 km schiffbar |
| Ross River            | 52,4        |         | 653 | 424 | Warburton River | |
| Sandover River        | 354,0       |         | 534 | 300 | Warburton River | durchfließt das Junction Waterhole (361 m ü. M.) |
| Strangways River      | 185,1       |         | 224 | 62  | Roper River     | |
| Todd River            | 340,0       | 445     | 731 | 226 | Warburton River | der Fluss wurde nach Charles Todd, dem früheren Postmaster General South Australias, benannt |
| Victoria River        | 149,0       | 87.900  | 474 | 80  | Victoria River  | längster Fluss im Northern Territory; durchfließt das Catfish Waterhole (252 m ü. M.), Four Mile Waterhole (152), Ten Mile Waterhole (149), Rifle Waterhole (145) und Longreach Waterhole (119) |
| Waterhouse River      | 199,1       |         | 393 | 126 | Roper River     | |
| West Baines River     | 200,0       |         | 223 | 10  | Victoria River  | |
| Wickham River         | 204,1       |         | 241 | 78  | Victoria River  | durchfließt den Johnston Billabong (117 m ü. M.) |
| Wilton River          | 225,0       |         | 283 | 9   | Roper River     | durchflißet das Bulman- (84 m ü. M.) und das Wongalara Waterhole (53) |
| Woodroffe River       | 120,1       |         |     | 172 | Warburton River | |